# Codiaceae
Codiaceae é uma família de algas, pertencente à ordem Bryopsidales.

## Géneros
- Arabicodium
- Callipsygma
- Codium
- Flabellia
- Geppella